# Luis David Cruz Ocampo
Luis David Cruz Ocampo fue un abogado, profesor de derecho internacional, diplomático chileno, y uno de los fundadores de la Universidad de Concepción, en cuyo honor se nombró su biblioteca central.

## Biografía
Luis David Cruz Ocampo nació en la ciudad de Concepción en 1891, hijo de Luis David y Justina. Contrajo matrimonio con Amelia López de Heredia, de cuyo matrimonio tuvo 4 hijos: Álvaro, Ximena, Amelia y Valentina.
Realizó sus estudios en el Seminario Conciliar de Concepción, continuando con Leyes en el curso fiscal que mantenía, por entonces, la Universidad de Chile en Concepción. Se titula como abogado en 1914 y, posteriormente, viaja a Francia a realizar estudios en Derecho Internacional y filosofía. 
Ejerció como Secretario General de la Universidad de Concepción, de cuya fundación fue parte activa, integrando la directiva del Comité pro-Universidad de Concepción. En 1920 redactó los primeros estatutos de dicha Casa de Estudios, y en 1921, junto a otros profesionales, ideó las "donaciones con sorteo", antecedente de la actual Lotería de Concepción, que sirvió como soporte económico para la naciente universidad.
Fue también fundador, en 1924, de la Revista Atenea. Siendo profesor de Filosofía, Derecho Internacional Público e Historia del Derecho, tuvo a su cargo la creación de la biblioteca central de la Universidad de Concepción, de la que fue su director entre 1926 y 1939, reconociéndose su aporte al nombrarse la misma en su honor.
Fue designado, brevemente, Ministro de Educación Pública en los gobiernos de Carlos Dávila (1932) y de Gabriel González Videla (1952).
Entre 1939 y 1945, fue embajador ante la Santa Sede.
El gobierno de Juan Antonio Ríos lo designó como primer embajador de Chile ante la URSS, cargo que ejerció entre 1946 a 1949 en Moscú. En tal destinación, su hijo mayor, Álvaro, contrajo matrimonio con la ciudadana soviética, Lidia Lesina, a la cual se le impidió emigrar, provocando un conflicto diplomático entre Estados que derivó en la ruptura de relaciones diplomáticas entre ambos, las que serían reanudadas en 1964, durante el gobierno del presidente Eduardo Frei Montalva.
De regreso en Chile, se desempeñó como asesor jurídico del Ministerio de Relaciones Exteriores de Chile. En 1956 encabezó la delegación de Chile a la Conferencia Especializada sobre preservación de Recursos Naturales
Falleció en la ciudad de Concepción y sus funerales se realizaron el 18 de agosto de 1973.

## Publicaciones
- Cruz Ocampo, Luis D. (Junio de 1924). «"Hacia la Solidaridad Americana" por Samuel G. Inman». Atenea 1 (3): 218-224. doi:10.29393/At3-49LCNP10049. Archivado desde el original el 28 de abril de 2021. Consultado el 28 de abril de 2021.
- Cruz Ocampo, Luis D. (Mayo de 1924). «Nuestros Poetas por Armando Donoso». Atenea 1 (2): 124-135. doi:10.29393/At2-34LCHS10034. Archivado desde el original el 28 de abril de 2021. Consultado el 28 de abril de 2021.
- Cruz Ocampo, Luis D. (Agosto de 1924). «No más doctrina de Monroe». Atenea (Concepción) 1 (5): 433-435. doi:10.29393/At5-85LCNM10085. Archivado desde el original el 28 de abril de 2021. Consultado el 28 de abril de 2021.
- Cruz Ocampo, Luis D. (Septiembre de 1924). «En torno al feminismo». Atenea (Concepción) 1 (6): 19-25. doi:10.29393/At6-89LCTF10089. Consultado el 28 de abril de 2021.
- Cruz Ocampo, Luis D. (Octubre de 1924). «Francisco Donoso - Myrrha». Atenea (Concepción) 1 (7): 155-157. doi:10.29393/At7-133LCFD10133. Archivado desde el original el 28 de abril de 2021. Consultado el 28 de abril de 2021.
- Cruz Ocampo, Luis D. (Octubre de 1924). «Carlos Préndez Saldías - Amaneció Nevando». Atenea (Concepción) 1 (7): 164-166. doi:10.29393/At7-136LCCP10136. Archivado desde el original el 28 de abril de 2021. Consultado el 28 de abril de 2021.
- Cruz Ocampo, Luis D. (31 de marzo de 1926). «Literatura Americana». Atenea (Concepción) 3 (1): 93-106. doi:10.29393/At1-273LCLA10273. Archivado desde el original el 28 de abril de 2021. Consultado el 28 de abril de 2021.
- Cruz Ocampo, Luis D. (31 de diciembre de 1926). «La intelectualización del arte». Atenea (Concepción) 3 (10): 404-476. Consultado el 30 de abril de 2021.
- L'intellectualisation de l'art (1931). Traducción al francés por Adolphe Falgairolle. Editorial Le Livre Libre.
- Cruz Ocampo, Luis D. (1 de agosto de 1933). «El fracaso de la democracia». Atenea 10 (100): 418-427. doi:10.29393/At100-228LCFD10228. Archivado desde el original el 28 de abril de 2021. Consultado el 28 de abril de 2021.
- El neozarismo totalitario de la Unión Soviética (1949). s/e
- La universidad en la Edad Media y en el Renacimiento. En Breves ensayos sobre universidades (1953). Ediciones de la Universidad de Chile.
- Escritos, charlas (1988). Editorial Universitaria.